# Диоцез Труро
Диоцез Труро (англ. Diocese of Truro) — епархия в составе церковной провинции Кентербери Церкви Англии в Великобритании. Епархия занимает площадь в 3 548 км2, включает 225 приходов и 309 храмов. Численность регулярных прихожан не известна.
В настоящее время епархией управляет епископ Тим Тронтон. Суффраган — Крис Голдсмит, епископ Сент-Джерманс. Архидиаконы — Одри Элкингтон, архидиакон Бодмина, Билл Стюарт-Уайт, архидиакон Корнуолла.

## Территория

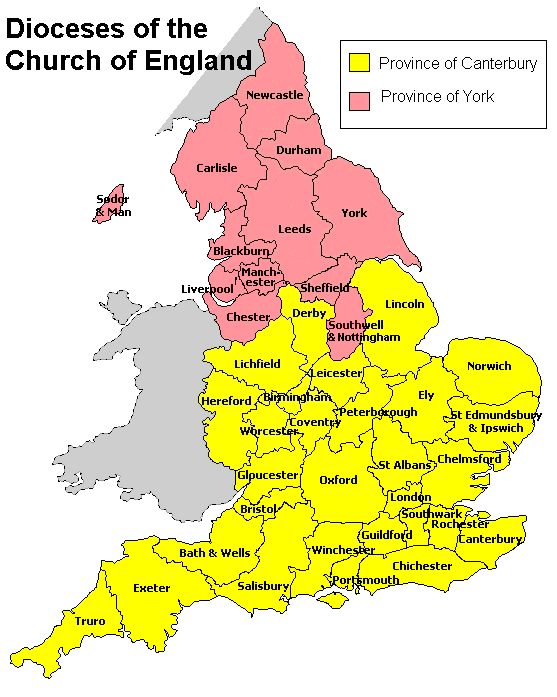
Карта диоцезов Церкви Англии

Диоцез Труро включает в себя территорию графства Корнуолл (309 церквей). Епископ Труро обладает юрисдикцией над всей епархией. Кафедра епископа находится в соборе Пресвятой Девы Марии в Труро.
Первый суффраган в епархии был поставлен на кафедру Сент-Джерманс в 1905 году, вдовствовавшую с X века. Епископами Сент-Джерманс в разное время были Джон Веллингтон, бывший епископ Шаньдуна в Китае и Билл Лаш, бывший епископ Бомбея в Индии.
Диоцез разделен на два архидиаконата.
- Архидиаконат Бодмина, основанный в 1878 году, включает диаконаты Тригг Минор и Бодмин, Ист Вайвилшир, Страттон, Тригг Мейджор, Вест Вайвилшир.
- Архидиаконат Корнуолла, основанный в 1876 году, включает диаконаты  Сент-Остелл, Карнмарт Норт, Карнмарт Саут, Керрьер, Пенуит, Паудер и Пидэр.

## История
История христианства в Корнуолле начинается с III—IV века. В Сент-Джерманс был свой епископ вплоть до второй половины X века. Диоцез Труро был основан 15 декабря 1876 года на территории архидиаконата Корнуолла, выделенного из епархии Эксетера.
Многие приходы в епархии, как и церкви, освящены в честь кельтских святых, подвизавшихся в III—VI веках в Ирландии, Уэльсе и Бретани во Франции.

## Епископы Труро
В марте 2009 года в Корнуолле Тим Торнтон был хиротонисан в епископы Труро, став пятнадцатым архиереем на этой кафедре.